# 美国国务卿列表
美國國務卿列表，列舉歷任美國外交部長、國務卿及其代理。

## 外交部长
1780年1月10日，邦聯議會決議成立外交部。
1781年8月10日，邦聯議會選舉紐約州代表羅伯特·R·李維頓為第一任外交部長，李維頓則於同年10月20日才上任。至1783年6月4日，約翰·傑伊繼任外交部長，任期至1789年3月4日。此後，根據邦聯條例規定，外交部長職位取消。
1789年7月27日，喬治·華盛頓簽署法律，恢復設立外交部。約翰·傑伊在重新設立外交部當日起代理部長職位，直至托馬斯·杰斐遜從法國返美為止。
| 任次 | 外交部長 | 外交部長                                             | 就任           | 離任         | 黨籍   | 大陸軍總司令 |
| ---- | -------- | ---------------------------------------------------- | -------------- | ------------ | ------ | ------------ |
| 1    |          | 羅伯特·R·李維頓 Robert Robert Livingston (1746-1813) | 1781年10月20日 | 1783年6月4日 | 不適用 | 乔治·华盛顿  |
| 2    |          | 約翰·傑伊 John Jay (1745-1829)                       | 1783年6月4日   | 1789年3月4日 | 不適用 | 乔治·华盛顿  |

## 国务卿
1789年9月15日，在湯瑪斯·傑佛遜上任前，總統華盛頓簽署法案，將外交部長官的名稱由「外交大臣」改為「國務卿」，外交部改稱國務院， 並增添了國務院的國內權力和職責。傑佛遜於1790年3月22日就任第一任國務卿。
| 任次 | 國務卿             | 國務卿                                                                    | 就任             | 離任                       | 黨籍             | 總統                                         |
| ---- | ------------------ | ------------------------------------------------------------------------- | ---------------- | -------------------------- | ---------------- | -------------------------------------------- |
| —    |                    | 約翰·傑伊 John Jay (1745-1829)                                            | 1789年9月15日    | 1790年3月22日              | 聯邦黨           | 喬治·華盛頓 （無黨籍）                       |
| 1    |                    | 湯瑪斯·傑佛遜 Thomas Jefferson (1743-1826)                                | 1790年3月22日    | 1793年12月31日             | 民主共和黨       | 喬治·華盛頓 （無黨籍）                       |
| 2    |                    | 埃德蒙·倫道夫 Edmund Randolph (1753-1813)                                 | 1794年1月2日     | 1795年8月20日              | 聯邦黨           | 喬治·華盛頓 （無黨籍）                       |
| 3    |                    | 蒂莫西·皮克林 Timothy Pickering (1745-1829)                               | 1795年8月20日    | 1795年12月10日[B]          | 聯邦黨           | 喬治·華盛頓 （無黨籍）                       |
| 3    | 1795年12月10日     | 蒂莫西·皮克林 Timothy Pickering (1745-1829)                               | 1797年3月4日     |                            | 聯邦黨           | 喬治·華盛頓 （無黨籍）                       |
| 3    | 1797年3月4日       | 蒂莫西·皮克林 Timothy Pickering (1745-1829)                               | 1800年5月12日    | 約翰·亞當斯 （聯邦黨）     | 聯邦黨           |                                              |
| —    |                    | 查爾斯·李[C] Charles Lee (1758-1815)                                      | 1800年5月13日    | 約翰·亞當斯 （聯邦黨）     | 1800年6月5日     | 聯邦黨                                       |
| 4    |                    | 約翰·馬歇爾 John Marshall (1755-1835)                                     | 1800年6月13日    | 約翰·亞當斯 （聯邦黨）     | 1801年3月4日     | 聯邦黨                                       |
| —    |                    | 老利瓦伊·林肯[C] Levi Lincoln Sr. (1751-1836)                             | 1801年3月5日     | 1801年5月1日               | 民主共和黨       | 湯瑪斯·傑佛遜 （民主共和黨）                 |
| 5    |                    | 詹姆斯·麥迪遜 James Madison (1751-1836)                                   | 1801年5月2日     | 1809年3月3日               | 民主共和黨       | 湯瑪斯·傑佛遜 （民主共和黨）                 |
| 6    |                    | 罗伯特·史密斯 Robert Smith (1757-1842)                                    | 1809年3月6日     | 1811年4月1日               | 民主共和黨       | 詹姆斯·麥迪遜 （民主共和黨）                 |
| 7    |                    | 詹姆斯·門羅 James Monroe (1758-1831)                                      | 1811年4月2日     | 1817年3月3日               | 民主共和黨       | 詹姆斯·麥迪遜 （民主共和黨）                 |
| —    |                    | 約翰·嘉咸 John Graham (1774-1820)                                         | 1817年3月4日     | 1817年3月9日               | 民主共和黨       | 詹姆斯·門羅 （民主共和黨）                   |
| —    |                    | 理查德·拉什[C] Richard Rush (1780-1859)                                   | 1817年3月10日    | 1817年9月22日              | 聯邦黨           | 詹姆斯·門羅 （民主共和黨）                   |
| 8    |                    | 約翰·昆西·亞當斯 John Quincy Adams (1767-1848)                            | 1817年9月22日    | 1825年3月3日               | 民主共和黨       | 詹姆斯·門羅 （民主共和黨）                   |
| —    |                    | 丹尼·布倫特 Daniel Brent (1770-1841)                                      | 1825年3月4日     | 1825年3月7日               | 無黨籍           | 約翰·昆西·亞當斯 （民主共和黨 → 國家共和黨） |
| 9    |                    | 亨利·克萊 Henry Clay (1777-1852)                                          | 1825年3月7日     | 1829年3月3日               | 國家共和黨       | 約翰·昆西·亞當斯 （民主共和黨 → 國家共和黨） |
| —    |                    | 詹姆·亞歷山大·咸美頓 James Alexander Hamilton (1788-1878)                 | 1829年3月4日     | 1829年3月27日              | 民主黨           | 安德魯·傑克森 （民主黨）                     |
| 10   |                    | 馬丁·范布倫 Martin Van Buren (1782-1862)                                  | 1829年3月28日    | 1831年5月23日              | 民主黨           | 安德魯·傑克森 （民主黨）                     |
| 11   |                    | 愛德華·利文斯頓 Edward Livingston (1764-1836)                             | 1831年5月24日    | 1833年5月29日              | 民主黨           | 安德魯·傑克森 （民主黨）                     |
| 12   |                    | 路易斯·麥克萊恩 Louis McLane (1786-1857)                                  | 1833年5月29日    | 1834年6月30日              | 民主黨           | 安德魯·傑克森 （民主黨）                     |
| 13   |                    | 約翰·福賽思 John Forsyth (1780-1841)                                      | 1834年7月1日     | 1837年3月4日               | 民主黨           | 安德魯·傑克森 （民主黨）                     |
| 13   | 1837年3月4日       | 約翰·福賽思 John Forsyth (1780-1841)                                      | 1841年3月3日     | 馬丁·范布倫 （民主黨）     | 民主黨           |                                              |
| —    |                    | 積及·L·馬丁 Jacob L. Martin (?-1848)                                      | 1841年3月4日     | 1841年3月5日               | 無黨籍           | 威廉·亨利·哈里森 （輝格黨）                  |
| 14   |                    | 丹尼爾·韋伯斯特 Daniel Webster (1782-1852)                                | 1841年3月6日     | 1841年4月4日               | 輝格黨           | 威廉·亨利·哈里森 （輝格黨）                  |
| 14   | 1841年4月4日       | 丹尼爾·韋伯斯特 Daniel Webster (1782-1852)                                | 1843年5月8日     | 約翰·泰勒 （輝格黨）       | 輝格黨           |                                              |
| —    |                    | 休·S·萊格 Hugh S. Legaré (1797-1843)                                      | 1843年5月9日     | 約翰·泰勒 （輝格黨）       | 1843年6月20日    | 民主黨                                       |
| —    |                    | 威廉·S·德里克 William S. Derrick (1802-1852)                              | 1843年6月21日    | 約翰·泰勒 （輝格黨）       | 1843年6月23日    | 無黨籍                                       |
| 15   |                    | 埃布爾·帕克·厄普舍 Abel Parker Upshur (1790-1844)                         | 1843年6月24日    | 約翰·泰勒 （輝格黨）       | 1843年7月23日[D] | 輝格黨                                       |
| 15   | 1843年7月24日      | 埃布爾·帕克·厄普舍 Abel Parker Upshur (1790-1844)                         | 1844年2月28日    | 約翰·泰勒 （輝格黨）       |                  | 輝格黨                                       |
| —    |                    | 約翰·尼爾森[C] John Nelson (1791-1860)                                    | 1844年2月29日    | 約翰·泰勒 （輝格黨）       | 1844年3月31日    | 輝格黨                                       |
| 16   |                    | 約翰·卡德威爾·卡爾霍恩 John Caldwell Calhoun (1782-1850)                  | 1844年4月1日     | 約翰·泰勒 （輝格黨）       | 1845年3月10日[E] | 民主黨                                       |
| 17   |                    | 詹姆斯·布坎南 James Buchanan (1791-1868)                                  | 1845年3月10日    | 1849年3月7日[E]            | 民主黨           | 詹姆斯·諾克斯·波爾克[E] （民主黨）           |
| 18   |                    | 約翰·克萊頓 John Middleton Clayton (1796-1856)                            | 1849年3月8日     | 1850年7月9日               | 輝格黨           | 扎卡里·泰勒 （輝格黨）                       |
| 18   | 1850年7月9日       | 約翰·克萊頓 John Middleton Clayton (1796-1856)                            | 1850年7月22日    | 米勒德·菲爾莫爾 （輝格黨） | 輝格黨           |                                              |
| 19   |                    | 丹尼爾·韋伯斯特 Daniel Webster (1782-1852)                                | 1850年7月23日    | 米勒德·菲爾莫爾 （輝格黨） | 1852年10月24日   | 輝格黨                                       |
| —    |                    | 查爾斯·馬吉爾·康拉德[B] Charles Magill Conrad (1804-1878)                 | 1852年10月25日   | 米勒德·菲爾莫爾 （輝格黨） | 1852年11月5日    | 輝格黨                                       |
| 20   |                    | 愛德華·埃弗里特 Edward Everett (1794-1865)                                | 1852年11月6日    | 米勒德·菲爾莫爾 （輝格黨） | 1853年3月3日     | 輝格黨                                       |
| —    |                    | 威廉·亨特[F] William Hunter (1805-1886)                                   | 1853年3月4日     | 1853年3月7日               | 無黨籍           | 福蘭克林·皮爾斯 （民主黨）                   |
| 21   | William L. Marcy   | 威廉·勒尼德·馬西 William Learned Marcy (1786-1857)                        | 1853年3月7日     | 1857年3月6日[E]            | 民主黨           | 福蘭克林·皮爾斯 （民主黨）                   |
| 22   |                    | 劉易斯·卡斯 Lewis Cass (1782-1866)                                        | 1857年3月6日     | 1860年12月14日             | 民主黨           | 詹姆斯·布坎南 （民主黨）                     |
| —    |                    | 威廉·亨特[F] William Hunter (1805-1886)                                   | 1860年12月15日   | 1860年12月16日             | 無黨籍           | 詹姆斯·布坎南 （民主黨）                     |
| 23   |                    | 傑里邁亞·沙利文·布萊克 Jeremiah Sullivan Black (1810-1883)                | 1860年12月17日   | 1861年3月5日[E]            | 民主黨           | 詹姆斯·布坎南 （民主黨）                     |
| 24   |                    | 威廉·亨利·蘇厄德 William Henry Seward (1801-1872)                         | 1861年3月5日     | 1865年4月15日              | 共和黨           | 亞伯拉罕·林肯 （共和黨）                     |
| 24   | 1865年4月15日      | 威廉·亨利·蘇厄德 William Henry Seward (1801-1872)                         | 1869年3月4日     | 安德魯·詹森 （民主黨）     | 共和黨           |                                              |
| 25   |                    | 伊萊休·班傑明·沃什伯恩 Elihu Benjamin Washburne (1816-1887)               | 1869年3月5日     | 1869年3月16日              | 共和黨           | 尤里西斯·格蘭特 （共和黨）                   |
| 26   |                    | 漢密爾頓·菲什 Hamilton Fish (1808-1893)                                   | 1869年3月17日    | 1877年3月4日               | 共和黨           | 尤里西斯·格蘭特 （共和黨）                   |
| 26   | 1877年3月4日       | 漢密爾頓·菲什 Hamilton Fish (1808-1893)                                   | 1877年3月12日[E] | 拉瑟福德·B·海斯 （共和黨） | 共和黨           |                                              |
| 27   |                    | 威廉·馬克斯維爾·埃瓦茨 William Maxwell Evarts (1818-1901)                 | 1877年3月12日    | 拉瑟福德·B·海斯 （共和黨） | 1881年3月7日     | 共和黨                                       |
| 28   |                    | 詹姆斯·吉萊斯皮·布萊恩 James Gillespie Blaine (1830-1893)                 | 1881年3月7日     | 1881年9月19日              | 共和黨           | 詹姆斯·加菲爾德 （共和黨）                   |
| 28   | 1881年9月19日      | 詹姆斯·吉萊斯皮·布萊恩 James Gillespie Blaine (1830-1893)                 | 1881年12月19日   | 切斯特·A·阿瑟 （共和黨）   | 共和黨           |                                              |
| 29   |                    | 弗雷德里克·西奥多·弗里林海森 Frederick Theodore Frelinghuysen (1817-1885) | 1881年12月19日   | 切斯特·A·阿瑟 （共和黨）   | 1885年3月6日[E]  | 共和黨                                       |
| 30   |                    | 托馬斯·F·貝亞德 Thomas Francis Bayard (1828-1898)                         | 1885年3月7日     | 1889年3月6日               | 民主黨           | 格羅弗·克里夫蘭 （民主黨）                   |
| 31   |                    | 詹姆斯·吉萊斯皮·布萊恩 James Gillespie Blaine (1830-1893)                 | 1889年3月7日     | 1892年6月4日               | 共和黨           | 班傑明·哈瑞森 （共和黨）                     |
| —    |                    | 威廉·F·沃頓[G] William F. Wharton (1847-1919)                             | 1892年6月4日     | 1892年6月29日              | 共和黨           | 班傑明·哈瑞森 （共和黨）                     |
| 32   |                    | 約翰·W·福斯特 John Watson Foster (1836-1917)                              | 1892年6月29日    | 1893年2月23日              | 共和黨           | 班傑明·哈瑞森 （共和黨）                     |
| —    |                    | 威廉·F·沃頓[G] William F. Wharton (1847-1919)                             | 1893年2月24日    | 1893年3月4日               | 共和黨           | 班傑明·哈瑞森 （共和黨）                     |
| —    | 1893年3月4日       | 威廉·F·沃頓[G] William F. Wharton (1847-1919)                             | 1893年3月6日     | 格羅弗·克里夫蘭 （民主黨） | 共和黨           |                                              |
| 33   |                    | 華特·昆廷·葛禮山 Walter Quintin Gresham (1832-1895)                       | 1893年3月7日     | 格羅弗·克里夫蘭 （民主黨） | 1895年5月28日    | 民主黨                                       |
| –    |                    | 愛德溫·富拿·烏爾[G] Edwin Fuller Uhl (1841-1901)                          | 1895年5月28日    | 格羅弗·克里夫蘭 （民主黨） | 1895年6月9日     | 無黨籍                                       |
| 34   |                    | 理查德·奧爾尼 Richard Olney (1835-1917)                                   | 1895年6月10日    | 格羅弗·克里夫蘭 （民主黨） | 1897年3月5日[E]  | 民主黨                                       |
| 35   |                    | 約翰·舍曼 John Sherman (1823-1900)                                        | 1897年3月6日     | 1898年4月27日              | 共和黨           | 威廉·麥金萊 （共和黨）                       |
| 36   |                    | 威廉·魯福斯·戴 William Rufus Day (1849-1923)                              | 1898年4月28日    | 1898年9月16日              | 共和黨           | 威廉·麥金萊 （共和黨）                       |
| —    |                    | 阿爾維·奧古斯都·阿迪[H] Alvey Augustus Adee (1842-1924)                   | 1898年9月17日    | 1898年9月29日              | 無黨籍           | 威廉·麥金萊 （共和黨）                       |
| 37   |                    | 海約翰 John Milton Hay (1838-1905)                                        | 1898年9月30日    | 1901年9月14日              | 共和黨           | 威廉·麥金萊 （共和黨）                       |
| 37   | 1901年9月14日      | 海約翰 John Milton Hay (1838-1905)                                        | 1905年7月1日     | 狄奧多·羅斯福 （共和黨）   | 共和黨           |                                              |
| —    |                    | 法蘭西斯·拔拿·羅密士[G] Francis Butler Loomis (1861-1948)                 | 1905年7月1日     | 狄奧多·羅斯福 （共和黨）   | 1905年7月18日    | 共和黨                                       |
| 38   |                    | 羅脫 Elihu Root (1845-1937)                                               | 1905年7月19日    | 狄奧多·羅斯福 （共和黨）   | 1909年1月27日    | 共和黨                                       |
| 39   |                    | 羅伯特·培根 Robert Bacon (1860-1919)                                      | 1909年1月27日    | 狄奧多·羅斯福 （共和黨）   | 1909年3月5日[E]  | 共和黨                                       |
| 40   |                    | 菲蘭德·C·諾克斯 Philander Chase Knox (1853-1921)                          | 1909年3月6日     | 1913年3月5日               | 共和黨           | 威廉·霍華德·塔虎脫 （共和黨）                |
| 41   |                    | 威廉·詹寧斯·布賴恩 William Jennings Bryan (1860-1925)                     | 1913年3月5日     | 1915年6月9日               | 民主黨           | 伍德羅·威爾遜 （民主黨）                     |
| 42   |                    | 羅伯特·蘭辛 Robert Lansing (1864-1928)                                    | 1915年6月9日     | 1915年6月23日              | 民主黨           | 伍德羅·威爾遜 （民主黨）                     |
| 42   | 1915年6月24日      | 羅伯特·蘭辛 Robert Lansing (1864-1928)                                    | 1920年2月13日    |                            | 民主黨           | 伍德羅·威爾遜 （民主黨）                     |
| —    |                    | 法蘭克·萊昂·波克[I] Frank Lyon Polk (1871-1943)                           | 1920年2月14日    | 1920年3月12日              | 民主黨           | 伍德羅·威爾遜 （民主黨）                     |
| 43   |                    | 班布里奇·科爾比 Bainbridge Colby (1869-1950)                              | 1920年3月23日    | 1921年3月4日               | 民主黨           | 伍德羅·威爾遜 （民主黨）                     |
| 44   |                    | 查爾斯·埃文斯·休斯 Charles Evans Hughes Sr. (1862-1948)                   | 1921年3月5日     | 1923年8月2日               | 共和黨           | 沃倫·G·哈定 （共和黨）                       |
| 44   | 1923年8月2日       | 查爾斯·埃文斯·休斯 Charles Evans Hughes Sr. (1862-1948)                   | 1925年3月4日     | 卡爾文·柯立芝 （共和黨）   | 共和黨           |                                              |
| 45   |                    | 弗蘭克·比林斯·凱洛格 Frank Billings Kellogg (1856-1937)                   | 1925年3月5日     | 卡爾文·柯立芝 （共和黨）   | 1929年3月4日     | 共和黨                                       |
| 45   | 1929年3月4日       | 弗蘭克·比林斯·凱洛格 Frank Billings Kellogg (1856-1937)                   | 1929年3月28日    | 赫伯特·胡佛 （共和黨）     |                  | 共和黨                                       |
| 46   |                    | 亨利·劉易斯·史汀生 Henry Lewis Stimson (1867-1950)                        | 1929年3月28日    | 赫伯特·胡佛 （共和黨）     | 1933年3月4日     | 共和黨                                       |
| 47   |                    | 科德爾·赫爾 Cordell Hull (1871-1955)                                      | 1933年3月4日     | 1944年11月30日             | 民主黨           | 富蘭克林·德拉諾·羅斯福 （民主黨）            |
| 48   |                    | 小愛德華·斯特蒂紐斯 Edward Reilly Stettinius, Jr. (1900-1949)             | 1944年12月1日    | 1945年4月12日              | 民主黨           | 富蘭克林·德拉諾·羅斯福 （民主黨）            |
| 48   | 1945年4月12日      | 小愛德華·斯特蒂紐斯 Edward Reilly Stettinius, Jr. (1900-1949)             | 1945年6月27日    | 哈利·S·杜魯門 （民主黨）   | 民主黨           |                                              |
| —    |                    | 約瑟夫·格魯[I] Joseph Clark Grew (1880-1965)                              | 1945年6月28日    | 哈利·S·杜魯門 （民主黨）   | 1945年7月3日     | 無黨籍                                       |
| 49   |                    | 詹姆斯·伯恩斯 James Francis Byrnes (1882-1972)                            | 1945年7月3日     | 哈利·S·杜魯門 （民主黨）   | 1947年1月21日    | 民主黨                                       |
| 50   |                    | 喬治·卡特萊特·馬歇爾 George Catlett Marshall Jr. (1880-1959)              | 1947年1月21日    | 哈利·S·杜魯門 （民主黨）   | 1949年1月20日    | 無黨籍                                       |
| 51   |                    | 迪安·艾奇遜 Dean Gooderham Acheson (1893-1971)                            | 1949年1月21日    | 哈利·S·杜魯門 （民主黨）   | 1953年1月20日    | 民主黨                                       |
| —    |                    | 哈里遜·弗里曼·馬修[I] Harrison Freeman Matthews (1899-1986)               | 1953年1月20日    | 1953年1月21日              | 無黨籍           | 德懷特·艾森豪 （共和黨）                     |
| 52   |                    | 約翰·福斯特·杜勒斯 John Foster Dulles (1888-1959)                         | 1953年1月21日    | 1959年4月22日              | 共和黨           | 德懷特·艾森豪 （共和黨）                     |
| 53   |                    | 克里斯蒂安·赫脱 Christian Archibald Herter (1895-1966)                    | 1959年4月22日    | 1961年1月20日              | 共和黨           | 德懷特·艾森豪 （共和黨）                     |
| —    |                    | 莫成德 Livingston Tallmadge Merchant (1903-1976)                          | 1961年1月20日    | 1961年1月21日              | 無黨籍           | 約翰·甘迺迪 （民主黨）                       |
| 54   |                    | 迪安·臘斯克 David Dean Rusk (1909-1994)                                   | 1961年1月21日    | 1963年11月22日             | 民主黨           | 約翰·甘迺迪 （民主黨）                       |
| 54   | 1963年11月22日     | 迪安·臘斯克 David Dean Rusk (1909-1994)                                   | 1969年1月20日    | 林登·詹森 （民主黨）       | 民主黨           |                                              |
| —    |                    | 查爾斯·波倫 Charles Eustis Bohlen (1904-1974)                             | 1969年1月20日    | 1969年1月22日              | 無黨籍           | 理察·尼克森 （共和黨）                       |
| 55   |                    | 威廉·皮爾斯·羅傑斯 William Pierce Rogers (1913-2001)                      | 1969年1月22日    | 1973年9月3日               | 共和黨           | 理察·尼克森 （共和黨）                       |
| —    |                    | 肯尼思·拉什 David Kenneth Rush (1910-1994)                                | 1973年9月3日     | 1973年9月22日              | 共和黨           | 理察·尼克森 （共和黨）                       |
| 56   |                    | 亨利·艾爾弗雷德·基辛格 Henry Alfred Kissinger (1923-2023)                 | 1973年9月22日    | 1974年8月9日               | 共和黨           | 理察·尼克森 （共和黨）                       |
| 56   | 1974年8月9日       | 亨利·艾爾弗雷德·基辛格 Henry Alfred Kissinger (1923-2023)                 | 1977年1月20日    | 傑拉德·福特 （共和黨）     | 共和黨           |                                              |
| —    |                    | 菲力普·哈比卜 Philip Charles Habib (1920-1992)                            | 1977年1月20日    | 1977年1月23日              | 無黨籍           | 吉米·卡特 （民主黨）                         |
| 57   | Cyrus R. Vance     | 賽勒斯·萬斯 Cyrus Roberts Vance (1917-2002)                               | 1977年1月23日    | 1980年4月28日              | 民主黨           | 吉米·卡特 （民主黨）                         |
| —    |                    | 華倫·克里斯多福[K] {Warren Minor Christopher (1925-2011)                  | 1980年4月28日    | 1980年5月2日               | 民主黨           | 吉米·卡特 （民主黨）                         |
| —    |                    | 大衛·登祿·紐森[L] David Dunlop Newsom (1918-2008)                         | 1980年5月2日     | 1980年5月3日               | 無黨籍           | 吉米·卡特 （民主黨）                         |
| —    | 1980年5月3日       | 大衛·登祿·紐森[L] David Dunlop Newsom (1918-2008)                         | 1980年5月4日     |                            | 無黨籍           | 吉米·卡特 （民主黨）                         |
| —    |                    | 華倫·克里斯多福[K] {Warren Minor Christopher (1925-2011)                  | 1980年5月4日     | 1980年5月8日               | 民主黨           | 吉米·卡特 （民主黨）                         |
| 58   |                    | 埃德蒙·西克斯圖斯·馬斯基 Edmund Sixtus Muskie (1914-1996)                 | 1980年5月8日     | 1981年1月20日              | 民主黨           | 吉米·卡特 （民主黨）                         |
| 59   |                    | 小亞歷山大·梅格斯·黑格 Alexander Meigs Haig,Jr. (1924-2010)               | 1981年1月22日    | 1982年7月5日               | 共和黨           | 隆納·雷根 （共和黨）                         |
| —    |                    | 小華特·約翰·斯托塞爾[K] Walter John Stoessel Jr. (1920-1986)              | 1982年7月5日     | 1982年7月16日              | 無黨籍           | 隆納·雷根 （共和黨）                         |
| 60   |                    | 喬治·普拉特·舒爾茨 George Pratt Shultz (1920-2021)                        | 1982年7月16日    | 1989年1月20日              | 共和黨           | 隆納·雷根 （共和黨）                         |
| —    |                    | 邁克爾·阿爾馬科斯特[L] Michael Hayden Armacost (1937-)                    | 1989年1月20日    | 1989年1月25日              | 無黨籍           | 喬治·H·W·布希 （共和黨）                     |
| 61   |                    | 詹姆斯·艾迪生·貝克三世 James Addison Baker III (1930-)                    | 1989年1月25日    | 1992年8月23日              | 共和黨           | 喬治·H·W·布希 （共和黨）                     |
| 62   |                    | 勞倫斯·西德尼·伊格爾伯格 Lawrence Sidney Eagleburger (1930-2011)          | 1992年8月23日    | 1992年12月8日[K]           | 共和黨           | 喬治·H·W·布希 （共和黨）                     |
| 62   | 1992年12月8日      | 勞倫斯·西德尼·伊格爾伯格 Lawrence Sidney Eagleburger (1930-2011)          | 1993年1月19日    |                            | 共和黨           | 喬治·H·W·布希 （共和黨）                     |
| —    |                    | 阿諾德·坎特爾[L] Arnold Lee Kanter (1945-2010)                            | 1993年1月20日    | 1993年1月20日              | 無黨籍           | 比爾·柯林頓 （民主黨）                       |
| —    |                    | 弗兰克·威斯纳[N] Frank George Wisner II (1938-2025)                       | 1993年1月20日    | 1993年1月20日              | 無黨籍           | 比爾·柯林頓 （民主黨）                       |
| 63   |                    | 華倫·克里斯多福 Warren Minor Christopher (1925-2011)                      | 1993年1月20日    | 1997年1月17日              | 民主黨           | 比爾·柯林頓 （民主黨）                       |
| 64   | Madeleine Albright | 馬德琳·科貝爾·奧爾布賴特 Madeleine Jana Korbel Albright (1937-2022)       | 1997年1月23日    | 2001年1月20日              | 民主黨           | 比爾·柯林頓 （民主黨）                       |
| 65   |                    | 科林·鲍威尔 Colin Luther Powell (1937-2021)                               | 2001年1月20日    | 2005年1月26日              | 共和黨           | 喬治·W·布希 （共和黨）                       |
| 66   |                    | 康多莉扎·賴斯 Condoleezza Rice (1954-)                                    | 2005年1月26日    | 2009年1月20日              | 共和黨           | 喬治·W·布希 （共和黨）                       |
| —    |                    | 威廉·約瑟夫·伯恩斯[L] William Joseph Burns (1956-)                        | 2009年1月20日    | 2009年1月21日              | 無黨籍           | 巴拉克·歐巴馬 （民主黨）                     |
| 67   |                    | 希拉蕊·柯林頓 Hillary Diane Rodham Clinton (1947-)                        | 2009年1月21日    | 2013年2月1日               | 民主黨           | 巴拉克·歐巴馬 （民主黨）                     |
| 68   |                    | 約翰·福布斯·凱瑞 John Forbes Kerry (1943-)                                | 2013年2月1日     | 2017年1月20日              | 民主黨           | 巴拉克·歐巴馬 （民主黨）                     |
| —    |                    | 托馬斯·香農[L] Thomas A. Shannon Jr. (1958-)                              | 2017年1月20日    | 2017年2月1日               | 無黨籍           | 唐納·川普 （共和黨）                         |
| 69   |                    | 雷克斯·蒂勒森 Rex Wayne Tillerson (1952-)                                 | 2017年2月1日     | 2018年3月31日              | 共和黨           | 唐納·川普 （共和黨）                         |
| —    |                    | 約翰·沙利文[K] John Joseph Sullivan (1959-)                               | 2018年4月1日     | 2018年4月26日              | 無黨籍           | 唐納·川普 （共和黨）                         |
| 70   |                    | 邁克·蓬佩奧 Michael Richard Pompeo (1963-)                                | 2018年4月26日    | 2021年1月20日              | 共和黨           | 唐納·川普 （共和黨）                         |
| —    |                    | 丹尼爾·班尼特·史密斯 Daniel Bennett Smith (1956-)                         | 2021年1月20日    | 2021年1月26日              | 無黨籍           | 喬·拜登 （民主黨）                           |
| 71   |                    | 安東尼·布林肯 Antony John Blinken (1962-)                                 | 2021年1月26日    | 2025年1月20日              | 民主黨           | 喬·拜登 （民主黨）                           |
| 72   |                    | 馬可·魯比歐 Marco Antonio Rubio (1971-)                                   | 2025年1月21日    | 现任                       | 共和黨           | 唐納·川普 （共和黨）                         |